# Plagiobothrys corymbosus
Plagiobothrys corymbosus là loài thực vật có hoa trong họ Mồ hôi. Loài này được I.M. Johnst. miêu tả khoa học đầu tiên.